# BLACKFOX 黑狐
《BLACKFOX 黑狐》是日本動畫公司Studio 3Hz，在2018年3月24日宣布製作的原創動畫電影作品，於2019年10月5日日本上映。

## 故事簡介
在近未來大都市的某一個角落有著一棟忍者宅邸，住在那裡的忍者一族名為石動，石動家的長女「律花」憧憬著身為學者的父親，並過著平凡幸福的生活。當以為平凡幸福的生活會持續下去時，卻在某一日石動家遭受到了襲擊，平凡幸福的生活遭受到了破壞，面臨絕望的危機，「律花」挺身而出對抗……成為「黑」之化身斬開黑暗！

## 登場人物
石動律花／莉莉（聲：七瀨彩夏（日本）；傅其慧（台灣））
出生於忍者一族石動家。被祖父期待成為後繼者，但她卻憧憬著身為研究人員的父親，想要走上和父親一樣的道路。代號為Black Fox。
狐面的少女　聲：七瀨彩夏（日本）；傅其慧（台灣）
戴着狐面具的神秘人物。在深夜的城市現身的黑色怪人，其傳言在一般市民之間廣為流傳。
米亞（聲：戶松遙（日本）；楊詩穎（台灣））
頭腦聰明，擅長西洋棋，甚至還是能精湛地操縱超能力的超能力者。
梅麗莎（聲：大地葉（日本）；穆宣名（台灣））
和律花同居的少女。家務事幾乎都由梅莉莎負責，律花則是在賺取兩人份的生活費。代號為AMD00。
艾倫（聲：土田大（日本）；吳文民（台灣））
律花的父親。開發智能動物等物品的研究者。性格温柔且穩重，討厭爭吵。
兵衛（聲：津田英三（日本）；符爽（台灣））
律花的爺爺，石動家第26代當家。是個嚴厲且重視傳統的人。
霞（聲：鳥海浩輔（日本）；張騰（台灣））
外表為鳥的智能動物。代號為AMD01。
朧（聲：藤原啓治（日本）；符爽（台灣））
外表為狗的智能動物。代號為AMD02。
斑（聲：豊崎愛生（日本）；穆宣名（台灣））
外表為飛鼠的智能動物。代號為AMD03。
勞倫　聲：飛田展男（日本）；梁興昌（台灣）
原為格拉茲海姆公司的研究者。埋頭於研究潛在能力。
哈羅德　聲：小山力也（日本）；張騰（台灣）
律花工作的偵探事務所的老闆。
布萊德　聲：東地宏樹（日本）；張騰（台灣）
布拉德市的大企業，格拉茲海姆公司的老闆。

## 主題曲
「BLACKFOX」
歌唱：fripSide

## 真人版
與動畫聯動的特攝時代劇《BLACKFOX: Age of the Ninja》（中文代理名為：黑狐忍者），同樣將於2019年秋季播放。

## 外部連結
- 動畫電影官網（页面存档备份，存于）（日語）（英文）
- 動畫電影官方的X（前Twitter）（日語）
- 真人版特攝時代劇官網（页面存档备份，存于）（日語）（英文）（法文）